# Maria Isabel de Bourbon
Maria Isabel da Espanha (Madrid, 6 de julho de 1789 – Portici, 13 de setembro de 1848) foi a segunda esposa do rei Francisco I e Rainha Consorte das Duas Sicílias de 1825 até 1830. Era filha do rei Carlos IV da Espanha e de sua esposa, a princesa Maria Luísa de Parma.

## Infanta da Espanha
Ela era a filha mais nova do rei Carlos IV da Espanha e sua esposa Maria Luísa de Parma. O nascimento de Maria Isabel coincidiu com a ascensão ao poder na Espanha do favorito de sua mãe, Manuel de Godoy. Os boatos da corte atribuíram a paternidade de Maria Isabel não ao rei, mas ao jovem Godoy, que se tornou o primeiro-ministro da Espanha em 1792.
A infância da infanta coincidiu com os eventos da Revolução Francesa e da turbulência política na Espanha. Filha mais nova sobrevivente de uma família numerosa, Maria Isabel, foi mimada pelos pais e sua educação foi rudimentar. Ela e os membros de sua família foram retratados por Francisco de Goya na pintura A Família de Carlos IV, de 1800-1801.
Em dezembro de 1800, Luciano Bonaparte chegou à Espanha como o novo embaixador francês. Por meio dele, a rainha Maria Luísa ofereceu Maria Isabel em casamento a Napoleão Bonaparte em abril de 1801. O então Primeiro Cônsul Napoleão estava casado com Josefina de Beauharnais por dois anos, mas havia sido sugerido que ele deveria se divorciar dela para casar com um princesa do sangue real. Napoleão tinha uma opinião negativa da Casa de Bourbon e comentou reservadamente: "Se eu tivesse que se casar novamente, nem sequer olharia esta casa em ruínas para meus descendentes".

## Casamento

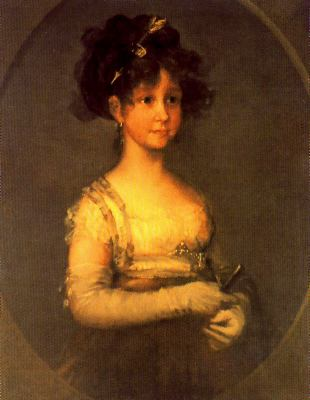
Infanta Maria Isabel. Retrato de Francisco de Goya.

Ansiosa para encontrar uma coroa para Maria Isabel, na primavera de 1801, sua mãe procurou casar-lá com seu primo paterno, o Duque da Calábria, o príncipe Francisco de Nápoles e Sicília, cuja esposa, a arquiduquesa Maria Clementina da Áustria, ainda estava viva mas muito doente, todavia esta morreria em novembro do mesmo ano.
A ideia veio do diplomata francês Alquier, que havia sido embaixador em Madrid e Nápoles. Seu plano era trazer o Reino de Nápoles, um aliado da Inglaterra e hostil à França, para a recém-formada aliança espanhol-francesa, propondo um casamento arranjado entre as duas famílias através de um casamento duplo. A infanta Maria Isabel e seu irmão mais velho, Fernando, Príncipe das Astúrias, se casariam com seus primos em primeiro grau, Maria Antônia de Nápoles e Francisco, Duque da Calábria. A rainha Maria Carolina de Nápoles, que odiava a França e desconfiava da Espanha por sua boa vontade em relação a Napoleão, se opôs ao casamento. A infanta Maria Isabel tinha apenas doze anos, mesmo numa época em que as princesas se casavam muito jovens, sua tenra idade era incomum para uma noiva. Mas seu casamento precoce foi justificado pela necessidade de garantir a retomada apressada de relações estreitas entre Espanha e Nápoles em um momento particularmente crítico para as cortes europeias, lutando com a política expansionista de Napoleão.
Os contratos dos dois casamentos foram assinados em Aranjuez, em abril de 1802. Em 6 de julho de 1802, em seu décimo terceiro aniversário, Maria Isabel se casou por procuração em Madrid com seu primo Francisco de vinte e cinco anos. Seu irmão Fernando representou o noivo na cerimônia. A família real espanhola viajou para Barcelona em 13 de agosto. Os dois casais se casaram pessoalmente em 4 de outubro, com a chegada de Francisco e sua irmã. As festividades duraram até 12 de outubro, quando Maria Isabel, agora conhecida em italiano como Maria Isabella, deixou Barcelona em direção a Nápoles.

## Princesa Herdeira

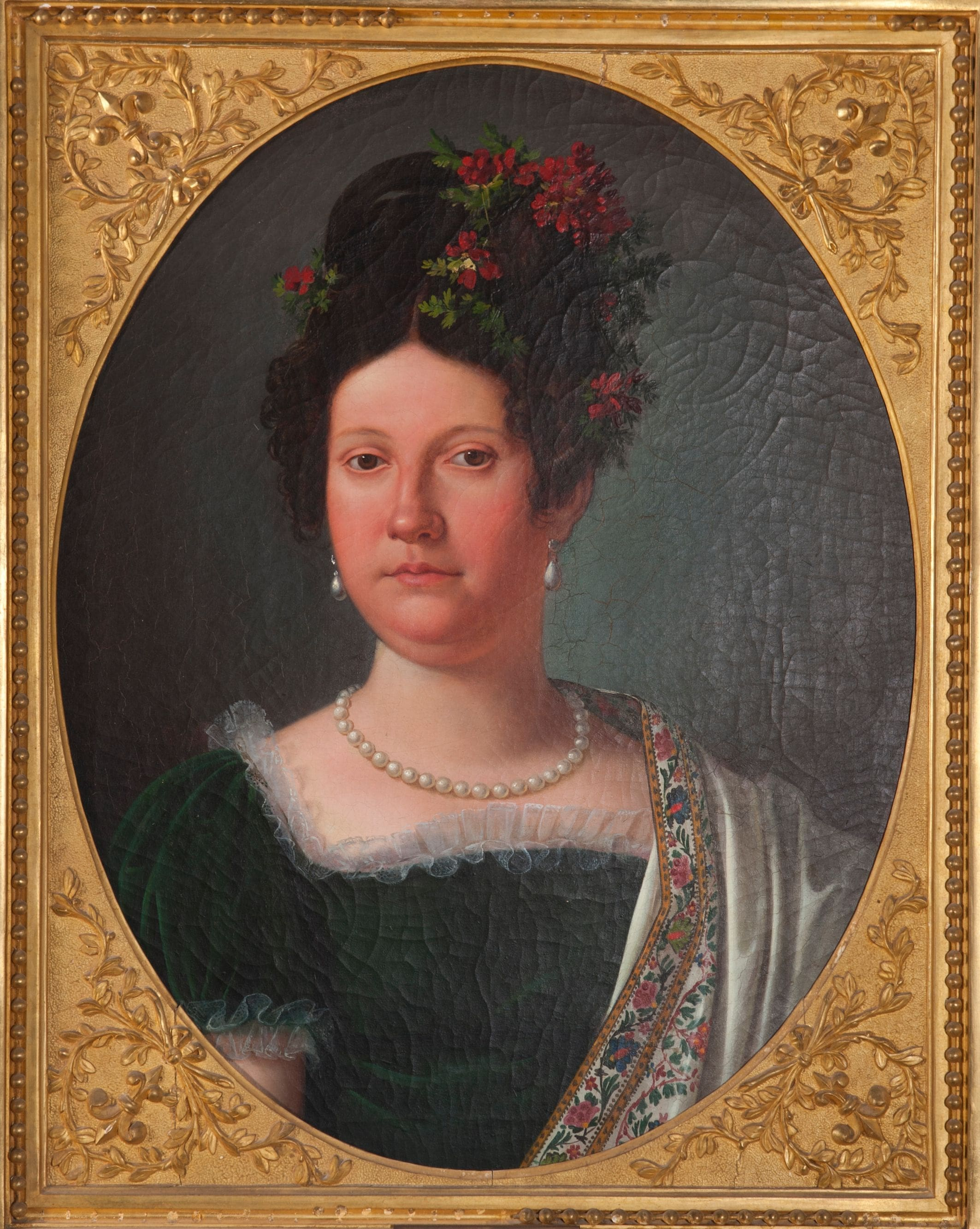
Maria Isabel, Princesa Herdeira de Nápoles

Maria Isabel não provocou uma boa impressão ao chegar à corte de Nápoles. Todas as quatro filhas de Carlos IV (Carlota Joaquina, Maria Amália, Maria Luísa e Maria Isabel) eram baixas e simples. Ao contrário de suas irmãs, Maria Isabel tinha traços regulares, mas não aparentava ter treze anos. Ela foi descrita como "pequena e redonda como uma bola". Sua sogra, a rainha Maria Carolina, era íntima da primeira esposa de seu filho, que também era sobrinha. Ela teve uma primeira impressão desfavorável da jovem Maria Isabel, sobre quem escreveu:

Um rosto bonito, fresco e saudável, no mínimo Bourbon, mas branco e vermelho, com olhos negros. Ela é muito robusta e resistente, mas suas pernas são muito curtas. Lá se vai o seu exterior. O resto não pode ser descrito porque eu mesma não consigo compreendê-lo. Ela é nula em todos os aspectos, conhecimento, ideias, curiosidade. Nada, absolutamente nada. Ela fala um pouco de espanhol, mas nem italiano nem francês, e apenas monossílabos, sim ou não, indiscriminadamente. Ela sorri o tempo todo, esteja ela satisfeita ou não... A filha de Francisco de quatro anos tem muito mais inteligência. Francisco contratou mestres para ensinar-lhe o italiano e os rudimentos da geografia e da aritmética. Ela não sabe nada, exceto um pouco de piano. Eu tentei elogiá-la e animá-la. Ela não sente nada, ela ri. Ela é um autômato que pode adquirir certas atitudes, mas nunca uma maturidade real. Se eu fosse a mulher ambiciosa e intrigante que me dizem que sou, deveria estar encantada por ter uma tal nora que nunca se tornará nada, mas sou demasiado conscienciosa para isso. Eu tentei todos os meios para moldá-la como companheira de seu marido, mesmo que isso possa colocá-la contra mim. Acredite, esta criança é um presente de grego, pois ela não enobrecerá nem melhorará nossa estirpe. Toda a numerosa camarilha espanhola, todos os seus projetos e esquemas, receberam um golpe de nocaute com a chegada desta princesa e sua perfeita nulidade.

Ela tinha apenas quinze anos quando sua primeira filha, Luísa Carlota, nasceu em Portici em 24 de outubro de 1804. Ela também tinha uma enteada, a princesa Carolina, que se casaria com o príncipe francês Carlos Fernando, Duque de Berry, o segundo filho do rei Carlos X da França.
A vida de Maria Isabel foi profundamente marcada pelas ações de Napoleão. Temendo por sua coroa, o rei Fernando ingressou na Terceira Coalizão contra Bonaparte. As tropas de Napoleão derrotaram os exércitos aliados na Batalha de Austerlitz, em dezembro de 1805, e o corpo napolitano em Campo Tenese. Após essas vitórias, as forças de Napoleão ocuparam Nápoles em 1806. O imperador entregou a coroa de Nápoles a seu irmão José Bonaparte e, quatro anos depois, a seu cunhado Joaquim Murat.
Maria Isabel, com o resto da família real, teve que fugir de Nápoles para a Sicília em fevereiro de 1806. Apesar das tentativas sucessivas de Murat de invadir a ilha, o rei Fernando e Maria Carolina mantiveram seu status e poder na Sicília sob a proteção das tropas britânicas, mas seriam incapazes de desafiar o controle francês do continente italiano. O poder real na Sicília era exercido pelo Lorde William Bentinck, comandante das tropas britânicas na ilha. Bentinck estabeleceu uma constituição e privou Fernando de todo o poder.[carece de fontes?] O rei dedicou os anos seguintes a caça, visitando a capital Palermo apenas quando sua presença era requisitada.
Em 1812, Francisco, marido de Maria Isabel, foi nomeado regente. Maria Isabel não se envolveu nos complexos assuntos sicilianos da corte napolitana no exílio em Palermo. Francisco colidiu com a aristocracia da ilha, que se opôs a novos impostos para financiar a guerra contra a França, reivindicando mais autonomia. A rainha Maria Carolina foi exilada em sua terra natal, a Áustria, em 1813, onde morreu em 1814.

## Duquesa da Calábria

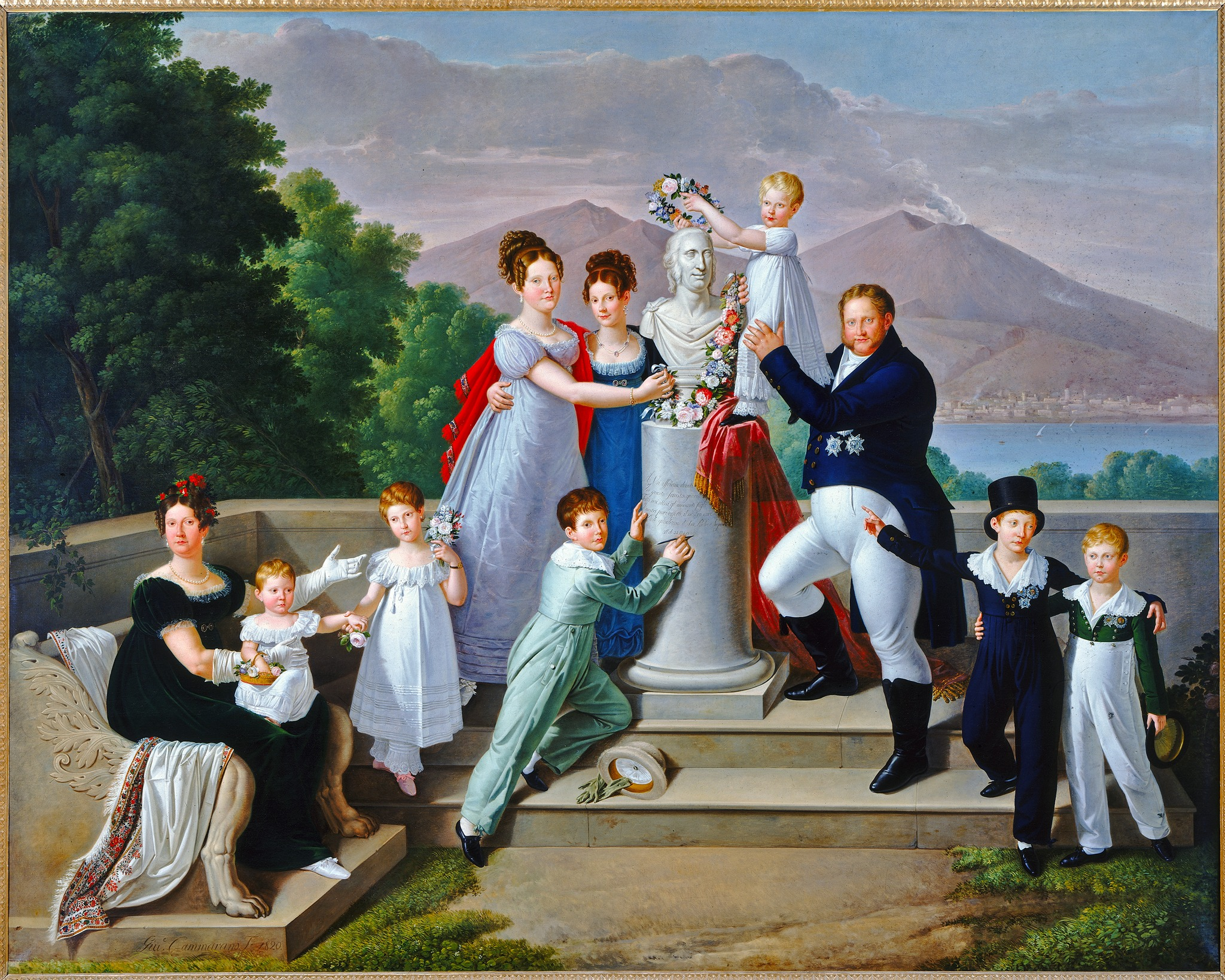
A família de Francisco e Maria Isabel em 1820; ela é a primeira à esquerda, segurando Maria Carolina Fernanda.

Em 1815, sob proteção austríaca, Fernando retornou a Nápoles. Ele suprimiu a constituição siciliana e unificou seus dois reinos no das Duas Sicílias em 1816, concedendo a Francisco o título de Duque da Calábria como herdeiro dos reinos unificados. Servindo como tenente na Sicília entre 1815 a 1820, Francisco e Maria Isabel permaneceram na Sicília, raramente visitando Nápoles.
Embora tenha deixado a Espanha em tenra idade, Maria Isabel permaneceu apegada à sua família e ao país de origem. No outono de 1818, ela visitou seus pais que viviam no exílio em Roma. Ela ainda estava com a mãe quando a rainha Maria Luísa morreu em janeiro de 1819. Maria Isabel foi fundamental para arranjar maridos para suas filhas, das quais quatro, de seis, casaram-se com infantes espanhóis. O primeiro desses casamentos ocorreu em abril de 1819 entre sua filha mais velha, Luísa Carlota, e o irmão mais novo de Maria Isabel, o infante Francisco de Paula da Espanha, em uma união entre sobrinha e tio.
Durante esses anos conturbados, Maria Isabel estava constantemente grávida. Em intervalos de menos de dois anos para cada criança, ela deu à luz nove filhos nascidos em Palermo. Ela finalmente retornou a Nápoles com o marido em julho de 1820. Seu sogro, o rei Fernando, estava agora completamente subordinado à Áustria; um austríaco, o conde Nugent, era o comandante em chefe do exército. Nos quatro anos seguintes, seu sogro reinou como um monarca absoluto em seu domínio, não concedendo reformas constitucionais. Nesse período, Maria Isabel teve mais dois filhos nascidos em Nápoles.

## Rainha das Duas Sicílias

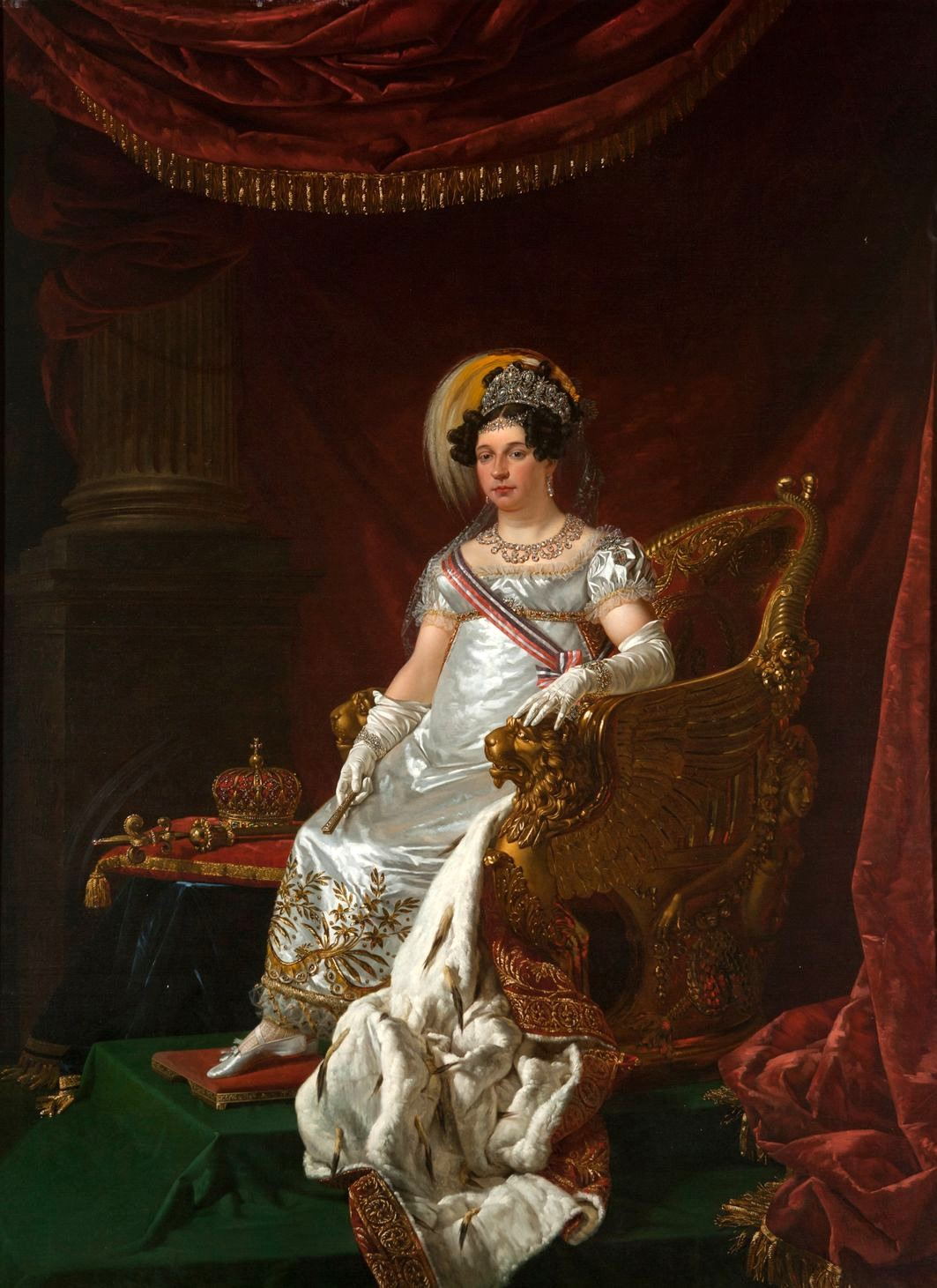
Maria Isabel, Rainha das Duas Sicílias. Retrato de P.V. Hanselaere, Palácio de Caserta

O rei Fernando I das Duas Sicílias morreu em 4 de janeiro de 1825 e o marido de Maria Isabel se tornou o novo rei. Francisco I, aos quarenta e sete anos, era um homem grande e pesado; bem-intencionado; simples em seus gostos e mais interessado em agricultura do que em política. A agricultura era seu tempo passatempo especial. Ele tinha uma educação superior a seu pai, mas era mentalmente prematuro e tinha um caráter e corpo fracos. Desde o início, Francisco I se comportou de maneira muito diferente do príncipe liberal que ele fora quando herdeiro da coroa o seu curto reinado foi essencialmente reacionário. Embora ciumento de sua autoridade, ele deixou o governo nas mãos de seu primeiro-ministro Luigi de' Medici. O criado do rei, Michelangelo Viglia, e Caterina de Simone, a dama de companhia da rainha, governavam a corte real em que a corrupção era desenfreada.
Em seu novo papel como rainha consorte, Maria Isabel não tinha ambição nem interesse no governo de ajudar o marido plácido. Trinta e quatro anos e mãe de doze filhos, ela ainda estava amamentando seu filho, o Conde de Áquila, nascido no ano anterior. Obesa desde a juventude, as múltiplas gravidezes deixaram a rainha muito acima do peso. Maria Isabel era frívola, infantil e de bom coração. Ela adorava teatro, bailes e festividades públicas. Simples e generosa, ela era mais popular que o marido.
O casal real vivia cercado por soldados, sempre com medo de uma revolução. Sua segurança era garantida pelas tropas austríacas estacionadas em Nápoles, mas suas despesas eram um fardo pesado para os cofres do Estado e a principal razão para a alta dívida pública. A conselho de Medici, Francisco e Maria Isabel, levando com eles o filho de um ano, o conde de Áquila, foram a Milão em maio de 1825 para obter uma redução nas tropas de ocupação. Depois de um acordo entre Medici e o embaixador austríaco Conde Karl Ludwig von Ficquelmont, o rei e a rainha retornaram a Nápoles em 18 de julho. As tropas austríacas foram reduzidas para 12.000 a partir do final daquele ano e partiram em fevereiro de 1827.
A companheira constante da rainha era sua segunda filha, Maria Cristina, que era tão sedutora quanto sua mãe. Maria Cristina já tinha mais de vinte anos e seus pais estavam ansiosos para encontrar um marido ideal para ela. A oportunidade surgiu quando o irmão de Maria Isabel, Fernando VII da Espanha, tornou-se viúvo repentinamente em maio de 1829. A filha mais velha de Maria Isabel, agora infanta Luísa Carlota, rapidamente arranjou o casamento entre a irmã e o tio.
Fernando VII convidou sua irmã e cunhado para acompanhar sua filha ao casamento em Madrid. Francisco I estava aflito com gota e com problemas de saúde, mas Maria Isabel estava ansiosa para visitar seu país natal após vinte e sete anos de ausência. Ela convenceu o marido a fazer a longa viagem à Espanha. Seu filho mais velho, Fernando, duque da Calábria, foi deixado como regente durante sua ausência.
Viajando por terra, o casal real partiu para a Espanha em 28 de setembro de 1829. No caminho, eles visitaram o Papa Pio VIII em Roma. Em Grenoble, eles visitaram a duquesa de Berry, feliz rever seu pai depois de treze anos. Uma vez na Espanha, o casamento foi celebrado em 25 de janeiro de 1830. No caminho de volta, eles se reuniram mais uma vez com a duquesa de Berry, que lhes apresentou seu filho, o duque de Bordéus, em Chambord. Maria Isabel e seu marido foram para Paris, onde eles foram recebidos pelo rei Carlos X. Em junho, o rei e a rainha partiram para Gênova, chegando a Nápoles em 30 de julho. Após seu retorno, a saúde do rei se deteriorou rapidamente. Ele morreu em 8 de novembro de 1830.

## Rainha mãe
Com a morte do marido, o filho mais velho de Maria Isabel se tornou o rei Fernando II. Sem que ela soubesse, Maria Isabel estava no centro de uma conspiração liberal orquestrada pelo príncipe Vincenzo Ruffo della Scaletta e Peter Ugo, marquês delle Favare. A intenção deles era nomear Maria Isabel regente, deslocando o filho conservador do trono por pelo menos alguns anos. A trama foi descoberta e imediatamente suprimida pelo jovem rei. Fernando II tinha apenas 20 anos. Tímido e quieto, ele era, no entanto, mais enérgico do que o pai e o avô tinham sido e levava seus deveres como rei mais a sério. A relação entre Maria Isabel e Fernando II era fria. A mãe do rei tinha uma preferência marcante pelo segundo filho, Carlos Fernando, Príncipe de Cápua, que era mais extrovertido e compartilhava sua frivolidade.
Nos primeiros anos de viuvez, Maria Isabel ainda era jovem, com vontade de viver e de certa beleza, apesar de sua obesidade crescente. Cercada por admiradores, ela tinha uma fraqueza por oficiais bonitos mais jovens que ela. Segundo rumores da corte, ela teve amantes. Seu comportamento fez dela um alvo fácil de difamação e exasperou Fernando II. Maria Isabel foi gentil com sua nora Maria Cristina de Saboia, que se casou com Fernando II em 21 de novembro de 1832. A nova rainha alcançou uma reconciliação entre mãe e filho.
Em 1835, Maria Isabel iniciou um caso com o barão Peter von Schmuckher, um oficial austríaco casado. O relacionamento deles era turbulento. No entanto, com a morte da esposa de Schmuckher em 1837, ela pretendia se casar com ele. Quando o ambicioso barão reivindicou o estilo e os privilégios de Alteza Real como condição para se casar com ela, Maria Isabel o rejeitou, apelando ao filho para livrá-la de seu ex-amante. Schmuckher foi expulso de Nápoles em janeiro de 1838.

## Últimos anos
Em janeiro de 1836, Maria Isabel foi madrinha de seu neto Francisco, duque da Calábria. Em março do mesmo ano, o príncipe de Cápua contraiu um casamento morganático. Maria Isabel intercedeu por seu filho favorito, mas seus esforços para obter perdão por ele foram infrutíferos. Fernando II não perdoou seu irmão fugitivo e Cápua foi para o exílio permanente na Inglaterra, e Maria Isabel nunca mais o viu.
Quando Maria Isabel estava decidida a se casar novamente, seu filho, o rei Fernando II, deu-lhe uma lista com nomes de jovens nobres do reino, a quem escolher. Suas duas primeiras escolhas hesitaram e ela retirou suas propostas. Por fim, ela escolheu Francesco, Conde de Balzo de Duchi de Presenzano (1805–1882), um belo tenente jovem de uma família nobre antiga, mas empobrecida. O casamento deles ocorreu em 15 de janeiro de 1839. Ela tinha cinquenta anos e o noivo, trinta e quatro. O casal não teve filhos. Eles se  retiraram da corte napolitana, mudando-se para o Palácio de Capodimonte.
A tragédia atingiu a rainha viúva quando, em janeiro de 1843, Antônio, Conde de Lecce, seu quarto filho foi assassinado. Seu quinto filho, Luís, Conde de Áquila, seguiu uma carreira na marinha. Em julho de 1843, ele foi para o Brasil quando Teresa Cristina, filha mais nova de Maria Isabel, se casou com o imperador Pedro II do Brasil. Em 1845, para manter o trono espanhol sob a Casa de Bourbon, o rei dos franceses, Luís Filipe I, promoveu a ideia de casar com a rainha Isabel II da Espanha o filho mais novo de Maria Isabel, Francisco, Conde de Trápani, originalmente destinado à carreira eclesiástica. No entanto o projeto, que seria outro casamento entre tio e sobrinha na família, foi rechaçado.
Na crise política do final de 1847, Maria Isabel, seu filho Leopoldo, Conde de Siracusa e seu cunhado, Leopoldo, Príncipe de Salerno, advogaram em vão a favor de reformas liberais. Devido ao seu caráter afável e generosidade para com os pobres, Maria Isabel permaneceu uma figura popular até à sua morte. Ela morreu em 13 de setembro de 1848, aos 59 anos.

## Descendência
1. Luísa Carlota (1804-1844), casada com seu tio Francisco de Paula, infante de Espanha e irmão menor de sua mãe.
2. Maria Cristina (1806-1878), casada com seu tio, D. Fernando VII de Espanha, irmão mais velho de sua mãe. Com a morte deste, casou-se secretamente com Agustín Fernando Muñoz, Duque de Riánsares.
3. Fernando II das Duas Sicílias (1810-1859)
4. Carlos Fernando, Príncipe de Cápua (1811-1862), casado morganaticamente com Penelope Smyth.
5. Leopoldo, Conde de Siracusa (1813-1860), casado com Maria Vitória, princesa de Saboia-Carignano.
6. Maria Antónia (1814-1898), casada com Leopoldo II, grão-duque da Toscana.
7. António, Conde de Lecce (1816-1843).
8. Maria Amália (1818-1857), casada com Sebastião de Bourbon e Bragança, infante de Espanha e Portugal.
9. Maria Carolina (1820-1861), casada com Carlos Luís de Bourbon e Bragança, pretendente carlista ao trono espanhol.
10. Teresa Cristina Maria de Bourbon (1822-1889), casada com D. Pedro II, imperador do Brasil.
11. Luís Carlos Maria de Bourbon e Duas Sicílias, conde de Áquila (1824-1897), casado com D. Januária Maria de Bragança, princesa imperial do Brasil e infanta de Portugal (irmã de D. Pedro II e de D. Maria II de Portugal).
12. Francisco, conde de Trápani (1827-1892), casado com a princesa Maria Isabel da Toscana.

## Títulos e estilos
- 6 de julho de 1789 - 6 de julho de 1802: Sua Alteza Real, a infanta Maria Isabel da Espanha
- 6 de julho de 1802 - 4 de janeiro de 1825: Sua Alteza Real, a duquesa da Calábria
- 4 de janeiro de 1825 - 8 de novembro de 1830: Sua Majestade, a rainha das Duas Sicílias
- 8 de novembro de 1830 - 13 de setembro de 1848: Sua Majestade, a rainha viúva das Duas Sicílias